# Resolutie 1050 Veiligheidsraad Verenigde Naties
Resolutie 1050 van de Veiligheidsraad van de Verenigde Naties werd unaniem door de Veiligheidsraad van de Verenigde Naties aangenomen op 8 maart 1996. De Veiligheidsraad stond toe dat elementen van de UNAMIR-vredesmacht na de afloop van hun mandaat bleven instaan voor de beveiliging van het personeel en de gebouwen van het Rwanda-tribunaal in Rwanda tot ze effectief werden teruggetrokken.

## Achtergrond
Toen Rwanda een Belgische kolonie was werd de Tutsi-minderheid in het land verheven tot een elite die de grote Hutu-minderheid wreed onderdrukte. Na de onafhankelijkheid werden de Tutsi verdreven en namen de Hutu de macht over. Het conflict bleef aanslepen en in 1990 vielen Tutsi-milities verenigd als het FPR Rwanda binnen. Met westerse steun werden zij echter verdreven. In Rwanda zelf werd de Hutu-bevolking opgehitst tegen de Tutsi. Dat leidde begin 1994 tot de Rwandese genocide. De UNAMIR-vredesmacht kon vanwege een te krap mandaat niet ingrijpen.

## Inhoud
De Veiligheidsraad benadrukte het belang van de veilige en vrijwillige terugkeer van vluchtelingen en nationale verzoening. De Rwandese overheid moest voor de daarvoor nodige omstandigheden zorgen. Over die vluchtelingen hadden in februari 1996 verschillende conferenties plaatsgevonden. Ook was de mensenrechtenoperatie in Rwanda belangrijk. Daarvoor moesten snel meer fondsen voor worden gevonden.
Secretaris-generaal Boutros Boutros-Ghali had geregeld dat, zoals gevraagd in resolutie 1029, de terugtrekking van UNAMIR op 9 maart zou aanvangen. De tot dan overblijvende elementen mochten mee bijdragen aan de beveiliging van het Rwanda-tribunaal. Wel moest een kantoor in Rwanda gehandhaafd blijven voor het VN-radiostation en bijstand aan Rwanda inzake het rechtssysteem, de terugkeer van vluchtelingen en het herstel van de infrastructuur. Boutros-Ghali werd ten slotte gevraagd tegen 5 april te rapporteren over de afspraken die met Rwanda werden gemaakt in verband met de bescherming van het Rwanda-tribunaal na de terugtrekking van UNAMIR.

## Verwante resoluties
- Resolutie 1029 Veiligheidsraad Verenigde Naties (1995)
- Resolutie 1047 Veiligheidsraad Verenigde Naties
- Resolutie 1053 Veiligheidsraad Verenigde Naties
- Resolutie 1161 Veiligheidsraad Verenigde Naties (1998)

Lijst ·  1036 ·  1037 ·  1038 ·  1039 ·  1040 ·  1041 ·  1042 ·  1043 ·  1044 ·  1045 ·  1046 ·  1047 ·  1048 ·  1049 ·  1050 ·  1051 ·  1052 ·  1053 ·  1054 ·  1055 ·  1056 ·  1057 ·  1058 ·  1059 ·  1060 ·  1061 ·  1062 ·  1063 ·  1064 ·  1065 ·  1066 ·  1067 ·  1068 ·  1069 ·  1070 ·  1071 ·  1072 ·  1073 ·  1074 ·  1075 ·  1076 ·  1077 ·  1078 ·  1079 ·  1080 ·  1081 ·  1082 ·  1083 ·  1084 ·  1085 ·  1086 ·  1087 ·  1088 ·  1089 ·  1090 ·  1091 ·  1092